# 코유키
코유키(일본어: 小雪 고유키[*], 1976년 12월 18일 ~ )는 일본 가나가와현 출신의 배우이자, 모델이다.

## 약력
- 1995년, 고교 3학년 때, 패션 잡지 'non-no'의 독자 모델로 발탁되며 활동을 시작했다. 이후 간호학교에 진학했으나, 모델 일에 전념하기 위해 중퇴했다.
- 1998년, 《사랑은 차분하게》를 통해 드라마 데뷔.
- 2000년, 파리 콜렉션에 패션 모델로 참가.
- 2002년, 일본포멀웨어협회가 주최한 제3회 베스트포멀리스트 수상.
- 2003년, 미국 영화 《라스트 사무라이》를 통해 일본을 대표하는 배우로 이름을 알리게 되었고, 같은 해 제75회 아카데미상 사회를 역임했다.
- 2004년, 일본인 여자 배우 중에는 처음으로 리바이스 이미지 캐릭터로 기용되었다.
- 2011년 4월 초, 배우 마쓰야마 겐이치와 결혼.[1]
- 2012년 1월 5일, 장남을 출산하였다.[2]

## 출연

### 드라마
- 1998년 《사랑은 차분하게》 - 아리무라 레이 역
- 1998년 《타블로이드》 - 아키 역
- 1999년 《여기서 키스해줘.》 - 리사 역
- 1999년 《잔혹동화 - 제2화 인어공주》
- 1999년 《Lucky》
- 1999년 《연애결혼의 법칙》 - 하야시 하루카 역
- 2000년 《뷰티풀 라이프》 - 사츠키 역
- 2000년 《전설의 교사》 - 사이토 아야 역
- 2000년 《이케부쿠로 웨스트 게이트 파크》 - 마츠이 카나 역
- 2000년 《러브 콤플렉스》 - 니나가와 키이코 역
- 2001년 《너의 유키치가 울고 있다》 - 이시바시 아카네 역
- 2001년 《사랑하고파》 제1,2,8,9화
- 2001년 《이탈리아 전문가》
- 2001년 《데릴사위》 제5화 - 토오야마 치즈루 역
- 2001년 《안티크~서양골동양과자점~》 - 이이즈카 모모코 역
- 2002년 《한밤 중에는 다른 얼굴》 - 쿠라타 카오리 역
- 2002년 《천체관측》 - 사와무라 미후유 역
- 2002년 《사이코 닥터》 제8화
- 2003년 《LOVERS 연애 앤솔로지 ~카멜 코트를 나에게~》 - 아사코 역
- 2003년 《너는 펫》 - 이와야 스미레 역
- 2003년 《막내 장남 누나 셋》 - 카시와구라 사치코 역
- 2004년 《나와 그녀와 그녀가 사는 길》 - 기타지마 유라 역
- 2004년 《나와 그녀와 그녀가 사는 길 스페셜》
- 2005년 《엔진》 - 미즈코시 토모미 역
- 2006년 《사랑과 죽음을 응시하며》 - 코노 준코 역
- 2008년 《사사키 부부의 인의없는 싸움》 - 사사키 리츠코 역
- 2009년 《미스터 브레인》 - 미야세 쿠미코 역
- 2009년 《불모지대》 - 아키츠 치사토 역
- 2010년 《우누보레 형사》 - 하기오 유미 역
- 2019년 《살색의 감독 무라니시》 - 쿠로키 카오루 모 역

### 영화
- 2000년 《케이조쿠》 - 기리시마 나나미 역
- 2000년 《날다~이런 꿈을 꾸었다》 - 미개봉
- 2001년 《회로》 - 가라사와 하루에 역
- 2002년 《Laundry (란도리)》 - 미즈에 역
- 2003년 《라스트 사무라이》 - 타카 역
- 2003년 《스파이 조르게》 - 야마자키 요시코 역
- 2003년 《ALIVE》 - 사에구사 아스카 역
- 2003년 《Jam Films S - 블라우스》
- 2004년 《웃는 이에몬》 - 이와 역
- 2005년 《올웨이즈 3번가의 석양》 - 이시자키 히로미 역
- 2007년 《게게게의 키타로》 - 구미호 역
- 2007년 《ALWAYS 3번지의 석양 속편》 - 이시자키 히로미 역
- 2009년 《BLOOD THE LAST VAMPIRE》 - 오니겐 역
- 2009년 《내가 낼게》 - 야마부키 마야 역
- 2009년 《카무이외전》 - 스가루 역
- 2010년 《노부씨, 탄광마을의 세레나데》 - 쓰지우치 미치요 역

### 연극
- 2002년 《천국의 책방》

## 서적
- 고단샤 FRau
  - 고유키 슬로 라이프 미인 (2003년)
  - 고유키 큐리어스한 일상 (2005년)
- 쇼가쿠칸 Precious 고정 표지 모델 (2004년 ~ )